# WTA Marco Island
Das WTA Marco Island (offiziell: Tournament of Champions) ist ein ehemaliges Damen-Tennisturnier der WTA Tour, das in der Stadt Marco Island, Vereinigte Staaten, ausgetragen wurde.
Offizielle Namen des Turniers:
- 1983–1984: Avon Cup (Sand)
- 1985: BMW Championships (Hart)
- 1986: Tournament of Champions (Sand)

Preisgeld:
- 1983–1985: 100.000 $
- 1986: 150.000 $

## Siegerliste

### Einzel
| Jahr | Siegerin          | Finalgegnerin        | Ergebnis      |
| ---- | ----------------- | -------------------- | ------------- |
| 1983 | Andrea Jaeger     | Hana Mandlíková      | 6:1, 6:3      |
| 1984 | Bonnie Gadusek    | Kathleen Harvath     | 3:6, 6:0, 6:4 |
| 1985 | Bonnie Gadusek    | Pam Casale           | 6:3, 6:4      |
| 1986 | Chris Evert-Lloyd | Claudia Kohde-Kilsch | 6:2, 6:4      |

### Doppel
| Jahr | Siegerinnen                          | Finalgegnerinnen                | Ergebnis      |
| ---- | ------------------------------------ | ------------------------------- | ------------- |
| 1983 | Andrea Jaeger Mary-Lou Piatek        | Rosie Casals Wendy Turnbull     | 7:5, 6:4      |
| 1984 | Hana Mandlíková Helena Suková        | Andrea Jaeger Anne Hobbs        | 3:6, 6:2, 6:2 |
| 1985 | Kathy Jordan Elizabeth Smylie        | Camille Benjamin Bonnie Gadusek | 6:3, 6:3      |
| 1986 | Martina Navratilova Andrea Temesvári | Kathy Jordan Elise Burgin       | 7:5, 6:2      |